# Landelijke Regioklasse (handbal) 2021
De Landelijke regioklasse is een alternatieve handbalcompetitie vanuit het NHV.  

## Gevolgen van het coronavirus in Nederland
De competitie is tot stand gekomen door de tweede golf van de Coronapandemie in Nederland. Door het coronavirus zijn alle competitie binnen het NHV vroegtijdig stopgezet om verspreiding te voorkomen. Op april waren de maatregelen in Nederland versoepeld en konden team weer wedstrijden spelen.  

## Opzet
Teams kunnen vrijwillig aangeven om deel te nemen aan de competitie. Teams kunnen ook aangeven niet in de landelijke niveau (regioklasse 1) deel te nemen maar op een lagere klasse.
- Geen kampioenschappen of nacompetitie bij regioklasse met uitzondering van de regioklasse 1 bij de dames.[2]
- Geen evt. promotie of degradatie. Dit kan alleen op verzoek die kan worden ingediend bij het NHV.[3]

## Regioklasse 1, heren
In de eerste regioklasse van de heren spelen alleen teams uit de eredivisie. 
In de eerste instantie waren er 2 poules gemaakt. Poule één bestond toen uit Apollo (uit de eerste divisie), Bevo HC 2, DFS-Huissen, Dynamico, Lions 2 en Tachos. Deze competitie ging uiteindelijk niet door. De tweede poule bestond uit Aalsmeer 2, Havas, Hellas, Houten, Volendam 2 en WHC-Hercules. BFC, Feyenoord, E&O en GHV zitten of in een lagere klasse of deden helemaal niet mee. De competitie was op vrijwillige basis. Quintus als een vriendschappelijk team mee in de HandbalNL League. Zij mochten niet meespelen voor het landskampioenschap.

### Deelnemers
| Competitie  | Clubs                         | Clubs                        | Clubs                        | Clubs                       |
| ----------- | ----------------------------- | ---------------------------- | ---------------------------- | --------------------------- |
| BENE-League | Green Park Handbal Aalsmeer   | Herpertz Bevo HC             | JD Techniek/Hurry-Up         | KEMBIT-LIONS                |
| BENE-League | KRAS/Volendam                 |                              |                              |                             |
| Eredivisie  | Green Park Handbal Aalsmeer 2 | Herpertz Bevo HC 2           | BFC                          | DFS Arnhem/Huissen HV       |
| Eredivisie  | Dynamico                      | Oosting Metaal Recycling/E&O | Feyenoord Handbal            | G.H.V.                      |
| Eredivisie  | Havas                         | IMTO Benelux/Hellas          | The Dome/Handbal Houten      | KEMBIT-LIONS 2              |
| Eredivisie  | Quintus                       | RED-RAG/Tachos               | AutoCrew de Groot/Volendam 2 | B&B Healthcare/WHC-Hercules |

### Legenda
| Kleur | Deelnamen                        |
| ----- | -------------------------------- |
|       | HandbalNL League                 |
|       | Deelnemers regioklasse 1         |
|       | Geen deelnamen aan regioklasse 1 |

### Stand
| Pos | Club                          | Wed | W | G | V | Ptn | DV  | DT  | +/− | Opmerking         |
| --- | ----------------------------- | --- | - | - | - | --- | --- | --- | --- | ----------------- |
| 1   | The Dome/Handbal Houten       | 10  | 8 | 0 | 2 | 14  | 300 | 247 | +53 | 00000000000000000 |
| 2   | IMTO Benelux/Hellas           | 10  | 5 | 1 | 4 | 11  | 258 | 252 | +6  | 00000000000000000 |
| 3   | AutoCrew de Groot/Volendam 2  | 10  | 5 | 0 | 5 | 10  | 264 | 257 | +7  | 00000000000000000 |
| 4   | Green Park Handbal Aalsmeer 2 | 10  | 4 | 1 | 5 | 9   | 254 | 255 | -1  | 00000000000000000 |
| 5   | Havas                         | 10  | 4 | 0 | 6 | 8   | 265 | 296 | -31 | 00000000000000000 |
| 6   | B&B Healthcare/WHC-Hercules   | 10  | 2 | 2 | 6 | 6   | 246 | 280 | -34 | 00000000000000000 |

Uitslagen
| Team                          | AAL     | HAV     | HEL     | HOU     | VOL     | W&H     |
| ----------------------------- | ------- | ------- | ------- | ------- | ------- | ------- |
| Green Park Handbal Aalsmeer 2 | 00 – 00 | 30 – 29 | 27 – 24 | 22 – 28 | 20 – 23 | 32 – 23 |
| Havas                         | 26 – 25 | 00 – 00 | 32 – 30 | 22 – 28 | 27 – 26 | 27 – 31 |
| IMTO Benelux/Hellas           | 22 – 19 | 29 – 27 | 00 – 00 | 23 – 24 | 26 – 22 | 22 – 22 |
| The Dome/Handbal Houten       | 27 – 31 | 37 – 23 | 29 – 27 | 00 – 00 | 33 – 25 | 36 – 18 |
| AutoCrew de Groot/Volendam 2  | 31 – 26 | 32 – 23 | 23 – 26 | 29 – 28 | 00 – 00 | 23 – 25 |
| B&B Healthcare/WHC-Hercules   | 22 – 22 | 28 – 29 | 27 – 29 | 27 – 30 | 23 – 30 | 00 – 00 |

Bron: NHV Uitslagen-standen

## Regioklasse 1, dames
In de eerste regioklasse van de dames spelen alleen teams uit de eredivisie. BFC, Borhave, DSVD en Fortissimo zitten of in een lagere klasse of deden helemaal niet mee.

### Deelnemers
| Competitie | Clubs                        | Clubs                         | Clubs                      | Clubs           |
| ---------- | ---------------------------- | ----------------------------- | -------------------------- | --------------- |
| Eredivisie | BFC                          | Borhave                       | Boer'n Trots Kaas/D.S.V.D. | Fortissimo      |
| Eredivisie | PCA/Kwiek                    | Quintus                       | Westfriesland/SEW          | Geonius/V&L     |
| Eredivisie | Cabooter Group/HandbaL Venlo | OTTO Work Force/VOC Amsterdam | Garage Kil/Volendam        | JuRo Unirek/VZV |

### Legenda
| Kleur | Deelnamen                        |
| ----- | -------------------------------- |
|       | Deelnemers regioklasse 1         |
|       | Geen deelnamen aan regioklasse 1 |

### Stand
| Pos | Club                          | Wed | W | G | V | Ptn | DV  | DT  | +/− | SP | Opmerking              |
| --- | ----------------------------- | --- | - | - | - | --- | --- | --- | --- | -- | ---------------------- |
| 1   | Quintus                       | 7   | 6 | 0 | 1 | 12  | 225 | 174 | +51 |    | Best of Two plaats 1/2 |
| 2   | Cabooter Group/HandbaL Venlo  | 7   | 5 | 0 | 2 | 10  | 207 | 172 | +37 |    | Best of Two plaats 1/2 |
| 3   | OTTO Work Force/VOC Amsterdam | 7   | 6 | 0 | 2 | 10  | 225 | 191 | +34 |    | Best of Two plaats 3/4 |
| 4   | JuRo Unirek/VZV               | 7   | 4 | 0 | 3 | 8   | 201 | 183 | +18 |    | Best of Two plaats 3/4 |
| 5   | Westfriesland/SEW             | 7   | 4 | 0 | 3 | 6   | 182 | 192 | -10 | -2 | Best of Two plaats 5/6 |
| 6   | PCA/Kwiek                     | 7   | 2 | 0 | 5 | 2   | 208 | 234 | -26 | -2 | Best of Two plaats 5/6 |
| 7   | Garage Kil/Volendam           | 7   | 1 | 0 | 6 | 2   | 169 | 209 | -40 |    | Best of Two plaats 7/8 |
| 8   | Geonius/V&L                   | 7   | 1 | 0 | 6 | 2   | 172 | 236 | -64 |    | Best of Two plaats 7/8 |

Uitslagen
| Team                          | KWI     | QUI     | SEW     | V&L     | VEN     | VOC     | VOL     | VZV     |
| ----------------------------- | ------- | ------- | ------- | ------- | ------- | ------- | ------- | ------- |
| PCA/Kwiek                     | 00 – 00 | 31 – 29 |         |         | 23 – 35 |         | 28 – 25 |         |
| Quintus                       |         | 00 – 00 | 32 – 19 | 40 – 19 |         | 30 – 29 |         | 29 – 25 |
| Westfriesland/SEW             | 35 – 32 |         | 00 – 00 | 27 – 24 | 24 – 25 |         |         |         |
| Geonius/V&L                   | 34 – 30 |         |         | 00 – 00 |         | 33 – 42 |         | 22 – 30 |
| Cabooter Group/HandbaL Venlo  |         | 27 – 30 |         | 38 – 16 | 00 – 00 |         | 34 – 24 |         |
| OTTO Work Force/VOC Amsterdam | 40 – 35 |         | 27 – 17 |         | 33 – 23 | 00 – 00 | 30 – 21 |         |
| Garage Kil/Volendam           |         | 24 – 35 | 23 – 24 | 29 – 24 |         |         | 00 – 00 | 22 – 28 |
| JuRo Unirek/VZV               | 36 – 29 |         | 28 – 30 |         | 22 – 27 | 32 – 24 |         | 00 – 00 |

Note: Regioklasse 1 - dames wordt in een 1/2 competitie gespeeld.
Bron: NHV Uitslagen-standen

### Best of Two

#### Plaats 1/2
| 12 juni 2021 | Quintus | 24 - 28 | Cabooter Group/HandbaL Venlo |

| 19 juni 2021 | Cabooter Group/HandbaL Venlo | 24 - 34 | Quintus |

#### Plaats 3/4
| 12 juni 2021 | OTTO Work Force/VOC | 27 - 27 | JuRo Unirek/VZV |

| 19 juni 2021 | JuRo Unirek/VZV | 28 - 24 | OTTO Work Force/VOC |

#### Plaats 5/6
| 12 juni 2021 | Westfriesland/SEW | 38 - 25 | PCA/Kwiek |

| 19 juni 2021 | PCA/Kwiek | 30 - 29 | Westfriesland/SEW |

#### Plaats 7/8
| 12 juni 2021 | Garage Kil/Volendam | 31 - 30 | Geonius/V&L |

| 19 juni 2021 | Geonius/V&L | 28 - 33 | Garage Kil/Volendam |

### Eindstand
| 1. | Quintus                       |
| 2. | Cabooter Group/HandbaL Venlo  |
| 3. | JuRo Unirek/VZV               |
| 4. | OTTO Work Force/VOC Amsterdam |
| 5. | Westfriesland/SEW             |
| 6. | PCA/Kwiek                     |
| 7. | Garage Kil/Volendam           |
| 8. | Geonius/V&L                   |